# Toquepala
Toquepala – jaskinia położona w departamencie Moquegua w Peru.
W jaskini znajdują się pochodzące sprzed 10 000 lat rysunki wykonane przez ludzi kultury Lauricocha. Jest to jedna z najstarszych galerii obrazów na obszarze Peru. Podobnie jak europejskie malarstwo jaskiniowe (np. Altamira), składa się z nieuporządkowanych rysunków przedstawiających sceny polowań. Nakreślone z lekceważeniem zasad perspektywy, ukazują szczegóły polowań na dzikie zwierzęta, głównie na guanako. Inne ukazują langustę, co świadczy o ich umiejętnościach połowów morskich.  Niektóre z nich pokazują myśliwych z ich bronią (potężne pałki, maczugi). Ciekawym elementem jest brak odzieży u myśliwych. Same rysunki są częściowo uszkodzone, ponieważ ich twórcy – myśliwi, przed wyruszeniem na łowy 'zabijali' swe przyszłe ofiary, uderzając w ich skalne podobizny pałkami i oszczepami. Zostały odkryte w 1960, przez Peruwiańczyka Miomira Bojovicha. Późniejsze badania metodą rozkładu węgla radioaktywnego C14 ustaliły, że znaleziska liczą sobie ok. 9 500 lat (±160 lat).